# The Essential Fripp & Eno
The Essential Robert Fripp & Eno è una raccolta di Robert Fripp e Brian Eno pubblicata nel 1994.
Contiene l'intero (No Pussyfooting), le prime due tracce di Evening Star, più la suite inedita Healthy Colours, registrata nel 1979, che doveva appartenere a un omonimo album mai pubblicato. A differenza delle altre tracce dell'antologia, quelle intitolate Healthy Colours sono più ritmiche e anticipano le sonorità di My Life in the Bush of Ghosts.

## Tracce
Tutte le tracce sono state composte da Robert Fripp e Brian Eno. 
1. The Heavenly Music Corporation – 20:59
2. Swastika Girls – 18:39
3. Wind on Water – 5:29
4. Evening Star – 7:48
5. Healthy Colours I – 5:36
6. Healthy Colours II – 5:39
7. Healthy Colours III – 5:35
8. Healthy Colours IV – 5:35

## Formazione
- Robert Fripp - chitarra
- Brian Eno - sintetizzatore, trattamenti elettronici